# Mielno (stacja kolejowa)
Mielno – zlikwidowana stacja kolejowa w Ominie, w gminie Grunwald, w powiecie ostródzkim w województwie warmińsko-mazurskim, w Polsce. Położona na linii kolejowej z Ostródy do Olsztynka. Linia ta została ukończona w 1894 roku Linia ta została rozebrana w 1945 roku.